# Ranongga
Ranongga ist eine Insel des New-Georgia-Archipels in der Western-Provinz, Salomonen. Ranongga ist 28 km lang, hat eine Fläche von 142 km² und der höchste Punkt ist Mt. Kela mit 869 m. 2500 Einwohner sprechen die austronesische Sprache Ghanongga. 
Die Insel wurde im Jahr 1787 in Europa bekannt.
Als Folge eines Erdbebens der Stärke 8,0 im April 2007 wurde die Insel mehrere Meter in die Höhe gehoben, wodurch umgebende Korallenriffe trockenfielen und sich die Küstenlinie um bis zu 70 Meter verschob.